# Chamaeraphis
Chamaeraphis és un gènere de plantes de la família de les poàcies, ordre de les poals, subclasse de les commelínides, classe de les liliòpsides, divisió dels magnoliofitins.

## Taxonomia
- Chamaeraphis depauperata Nees
- Chamaeraphis glauca (L.) Kuntze
- Chamaeraphis hordeacea R. Br.
- Chamaeraphis italica (L.) Kuntze
- Chamaeraphis paucifolia Morong
- Chamaeraphis setosa (Sw.) Kuntze